# 이탈리아의 정치

이탈리아의 정치 시스템

이탈리아의 정치는 다당제의 의회공화제를 통해 진행된다. 이탈리아는 1946년 6월 2일 국민투표를 통해 군주제가 폐지되고 이탈리아 해방 기간 동안 나치와 파시스트 세력을 패배시키는 데 기여한 모든 반파시스트 세력의 대표로 구성된 제헌의회를 통해 민주공화국이 되었다. 1948년 1월 1일에 공포된 헌법 초안을 작성하도록 선출되었다.
행정권은 총리가 이끄는 각료회의가 행사하며, 공식적으로는 "의회 의장"(Presidente del Consiglio)이라고 불린다. 입법권은 주로 의회의 양원에 부여되고, 두 번째로는 법안을 제출할 수 있고 양원에서 과반수를 차지하는 각료회의에 부여된다. 사법부는 행정부와 입법부로부터 독립되어 있다. 최고사법위원회는 국가 원수인 대통령이 주재하는 기관이지만 이 직위는 모든 부서와 별개이다. 현 대통령은 세르지오 마타렐라(Sergio Mattarella)이고 현 총리는 조르지아 멜로니(Giorgia Meloni)이다.
이코노미스트 인텔리전스 유닛(Economist Intelligence Unit)은 2019년 이탈리아를 "결함이 있는 민주주의"로 평가했다. 2023년 V-Dem 민주주의 지수에 따르면 이탈리아는 세계에서 21번째로 선거민주주의가 많은 국가였다. 높은 수준의 분열과 불안정으로 인해 종종 단명한 연립 정부가 탄생하는 것은 이탈리아 정치의 특징이다. 1945년 제2차 세계 대전이 끝난 이후 이탈리아에는 평균 1.11년마다 한 번씩 69개의 정부가 들어섰다.

## 같이 보기
- 이탈리아의 역사
- 이탈리아의 정당
- 이탈리아의 총리 목록
- 정치사
- 반파시즘
- 반파시즘 운동

## 문헌
- Diermeier, Daniel; Eraslan, Hülya; Merlo, Antonio (August 2007). “Bicameralism and government formation”. 《Quarterly Journal of Political Science》 (Now Publishing Inc.) 2 (3): 227–252. doi:10.1561/100.00005004. hdl:10419/117965.
- Pasquino, Gianfranco (July 2009). “Political history in Italy”. 《Journal of Policy History》 (Now Publishing Inc.) 21 (3): 282–297. doi:10.1017/S0898030609090137. S2CID 154060795.